# 宮崎県幼稚園の廃園一覧
宮崎県幼稚園の廃園一覧（みやざきけんようちえんのはいえんいちらん）は、宮崎県内の廃園になった幼稚園の一覧。対象となるのは、学制改革（1947年）以降に廃園となった幼稚園、および分園である。園名は廃園当時のもの。廃園時に幼稚園が所在した自治体がその後合併により消滅している場合は、現行の自治体に含める。また現在休園中の県内の幼稚園（分園）も、その多くは実質上、廃園と同じ状態にあるため参考として記載する。
（）内は、廃園になった年（休園の場合は、その措置が取られた年）である。

## 宮崎市
- 信愛幼稚園[1]（休園開始時期不詳）
- 宮崎市立大塚台幼稚園（2003年）[2]
- 大塚あけぼの幼稚園〈旧〉（2015年幼稚園型認定こども園大塚あけぼの幼稚園〈新〉へ移行）[3]
- ひかり幼稚園〈旧〉（2016年幼保連携型認定こども園ひかり幼稚園〈新〉へ移行）[4]
- 高千穂幼稚園〈旧〉（2016年認定こども園高千穂幼稚園〈新〉へ移行）[5]
- 清武みどり幼稚園〈旧〉（2017年幼保連携型認定こども園清武みどり幼稚園〈新〉へ移行）[6]
- めぐみ幼稚園（2021年）[7]
- 宮崎市立倉岡幼稚園（2023年）[8]

## 都城市
- 鳴峰幼稚園
- 栄松幼稚園[1]（休園開始時期不詳）
- 都城市立山之口幼稚園（2009年）
- ふたば幼稚園〈旧〉（2017年幼稚園型認定こども園ふたば幼稚園〈新〉へ移行）[9]
- 都城市立有水幼稚園（2022年都城市立有水こども園へ移行）[10]

## 延岡市
- 富美山幼稚園（1988年中川原幼稚園と統合し延岡望幼稚園となり、2015年幼保連携型認定こども園延岡望幼稚園へ移行）[11]
- 中川原幼稚園（1988年富美山幼稚園と統合し延岡望幼稚園へ）[11]
- 延岡市立西幼稚園（2000年）
- 延岡市立恒富幼稚園（2006年延岡市立西階幼稚園へ統合）
- 延岡市立上南方幼稚園（同上）
- 延岡市立南幼稚園（2017年）[12]
- 延岡市立北方幼稚園（2018年）[13]
- 東海幼稚園〈旧〉（2018年認定こども園東海幼稚園〈新〉へ移行）[14]
- 延岡カトリック幼稚園（2020年）[15]
- 東幼稚園〈旧〉（2021年[16]認定こども園東幼稚園〈新〉[17]へ移行）

## 日南市
- 大宝山幼稚園（2017年休園）[18]
- 立正幼稚園（2021年11月1日立正こども園へ移行）[19]

## 小林市
- 小林幼稚園（2009年休園）[18]
- 野尻幼稚園（2024年）[20]

## 日向市
- 細島みどり幼稚園[1]（廃園時期不詳）
- 南日向天使幼稚園（2014年休園）[18]
- 日向市立坪谷幼稚園（2014年）[21]
- 日向市立東郷幼稚園（2019年）[22]
- 日向市立寺迫幼稚園（2023年休園）[23]

## 串間市
- 串間幼稚園（1981年）[24]

## えびの市
- 和光幼稚園
- 京町中央幼稚園（2017年京町こども園へ移行）[25]
- 認定こども園ふじ幼稚園（2023年加久藤乳児保育園と統合し[26]ふじ総合こども園[27]へ）

## 児湯郡
- 華頂幼稚園（2012年休園）[18]

## 東臼杵郡
- 諸塚村立立岩幼稚園（2006年諸塚村立諸塚幼稚園へ統合）
- 門川幼稚園（2019年休園）[28]

## 西臼杵郡
- 高千穂町立ぎんなん幼稚園（2004年）[29]